# Систем сигнализације број 7
Систем сигнализације број 7 је скуп протокола сигнализације за телефонију који се користе за постављање скоро све светске телефонских позиве јавне телекомуникационе мреже. Основни циљ је постављање и искључивање телефонских позива. Остале употребе укључују превод броја, преплаћени механизми наплате, услуга кратке поруке (СМС), те низ других тржишних услуга.
Назив је обично скраћен на SS7. У северној Америци се често односи скраћеницом CCSS7, за назив Систем сигнализације по заједничком каналу број 7 (енгл. Common Channel Signaling System 7). У неким европским земљама, нарочито Велика Британија, се понекад зове C7 (енгл. CCITT number 7), а познат је и као број 7 и CCIS7. (ITU-T је раније познат као енгл. CCITT).
Постоји само један међународни SS7 протокол дефинисан од ITU-T-а у својој Q.700 серији препорука. Постоје међутим, многе националне варијанте SS7 протокола. Већина националних варијанта се темељи на две широко размештене националне варијанте стандардизоване под  и -ом који су опет на основу међународног протокола дефинисан од ITU-T-а. Свака национална варијанта има своје јединствене карактеристике. Неки националних варијанти са врло уочљивим карактеристикама су националне варијанте Народне Републике Кине и Јапана.
Интернет радна група за инжењеринг (IETF) је такође дефинисана ниво 2, 3, и 4 протокола који су компатибилни са SS7 ниво сигнализационог вода MTP2 (M2UA и M2PA) MTP3 (M3UA) и  (SUA), али употребљују протокол контроле преноса тока (SCTP) транспортни механизам. Ова група протокола се зове SIGTRAN.

## Историја
Протоколи сигнализације по заједничком каналу су били развијене од стране AT&T-a, британског телекома и ITU-T-a од 1975 и први међународни протокол сигнализација по заједничком каналу је дефинисан од стране ITU-T-а као Систем сигнализације број 6 1977. године. Систем сигнализације број 7 био је дефинисан као међународна стандард од ITU-T-a у својој 1980. (жутој књизи) серији Q.7XX препорука.  је дизајниран да замени Систем сигнализације број 6, који је имао ограничену 28-битну јединицу сигнала која ограничава функције и није приступачан за дигиталне системе. SS7 је знатно заменио SS6, ,  и , са изузетком да се R1 и R2 варијанте и даље користе у многим земљама.
Систем сигнализације број 5 и раније кориштена у-опсегу сигнализација, где је информација за успостављање позива послата пуштајући посебан мулти-фреквентне тонове у телефонској линији (познати као носилачки канали у телефонској индустрији). То је довело до сигурностним проблемима са Плавим кутијама (енгл. Blue Box). Телефонска опрема савременог дизајна која имплементира ван-опсегне сигнализацијске протоколе посебно држе звучни канал крајнег корисника–такозвани говорни канал–одвојено од сигнализацијске фазе елиминасећи могућност да крајњи корисници могу увести тонове који би се могли заблуди за оне који су коришћени за сигнализирање.
SS6 и SS7 користи систем у којем је сигнализацијска информација ван-опсега, носи се у посебном сигнализацијском каналу Ово избјегава сигурносних проблема које су имали ранији системи, јер крајњи корисник није имао везе са тим каналима. SS6 и SS7 се помињу као Сигнализација заједничког канала због своје чврсто одвајање сигнализацијске и носилачке канале. То захтева посебни канал посвећен искључиво за сигнализацију, али већа брзина сигнализирања смањује време држања везе на носилачким каналима, а број доступних канала је ионако убрзано растао у то време када је SS7 извођен.
Сигнализација у заједничком каналу парадигм је била преведена на IP путем SIGTRAN протокола као што је одређено од стране IETF-а. Док се изводи на превоз на основу IP-а, SIGTRAN протоколи нису варијанта SS7-а, него једноставно превоз постојећих националних и интернационалних SS7 варијанта.

## Функционалност
Израз сигнализација, ако се користи у телефонији, односи се на контролу размене података повезаних са успостављањем неког телефонски позива на телекомуникациони вод. Пример ове контролне информације су изабране цифре од позивника, позивнички наплатни број и други подаци у вези позива.
Када се сигнализација обавља на исто коло који ће коначно носити разговор о позиву, она се зове Сигнализација по придруженом каналу (CAS). Ово је случај за старије аналогне везе,  и  дигиталне везе, и  или  PBX везе.
На супрот томе, SS7 сигнализација се зове Non-Circuit-Associated Signalling (NCAS) у којој трака и опрема кориштена у сигнализацији је одвојена и различита од телекомуникационих канала која ће коначно носити телефонски разговор. Са Non-Circuit-Associated сигнализацијом, постаје могућност размењивати сигнализацију без везивање опреме, што је довело до значајне уштеде и повећане продуктивности у оба сигнализацији и коришћењу опреме.
Због начина методе сигнализација пре SS7 (батеријско обртање, Мултифреквенцијско цифрено одпулсирање, А- и Б-битна сигнализација), те старије методе нису могле комуницирати много сигнализацијских информација. Обично само изабране цифре су сигнализиране, а само током успостављања позива. За плативне разговоре, изабране и наплаћиване цифре броја су одпулсани. SS7, јер је пакетни базираних комуникациони протокол високе брзине и веће продуктивности, може комуницирати значајне податке приликом постављања позива, током позива, и на крају позива. Ова дозвољава богате позивно везаних услуга да се развије. Неки од првих таквих услуга су услуге управљања позива које узимамо за готово данас: преусмеривање позива, говорна порука, позив на чекању, конференцијских веза, идентификација позивника, одбијање долазних позива, итд.
Најранији размећен протокол горњег слоја у SS7 сигнализацијском комплету су посвећене постављању, одржавању, те ослобађању телефонских разговора. Телефонски кориснички дио (TUP) је усвојен у Европи и Дигитална мрежа интегрисаних услуга (ISDN) кориснички део прилагођена за Јавну комутирану телефонску мрежу (PSTN) позива усвојен је у Северној Америци како би управљао телефонским позивима Обичне старе телефонске услуге (POTS). ISUP је касније коришћен у Европи, када је Европска мрежа прилагођена на ИСДН. (Северна Америка никада није обавила пуну изградљу на ИСДН и главна телефонска услуга је још увек старија   услуга.)
Због својег богатство и потребу за потпуно одвојене сигнализацијску мрежу за своје функционисање, SS7 сигнализација се углавном користи за сигнализацију између телефонских прекидача, а не за сигнализацију између локалним централе и Опрема у просторијама корисника (CPE).
Због тога што SS7 сигнализација не захтева одузимање канала за разговор пре размене контролу информација, Non-Facility-Associated Signalling (NFAS) постаје могуће. Non-Facility-Associated Signalling је сигнализација која није директно везана за пут која ће проћи разговор и може узети и обзир остале информације које се налазе у централној бази података, као што су централизоване служба претплати, функцију за активирање, и сервисну логику.
На тај начин могуће је направити мрежу на основи услугама које се не ослањају на позив преусмери на одређен претплатнички прекидач на којој сервисна логика ће бити извршена, него дозвољава сервисну логику да се расподели по целој телефонској мрежи и изврши згодније код почетним прекидачем далеко унапред од усмеравање позива.
Такође допушта претплатнику повећан мобилност обзиром да је сервисна логика растављена од претплатниковог прекидача. Још једна карактеристика ISUP омогућена од стране SS7-а са -ом је размјена сигнализацијска информација током позива.
Уз SS7 такође је могућ Non-Call-Associated Signalling. Non-Call-Associated Signalling је сигнализација која није директно везана за успостављање телефонског позива. Пример овога је размјена информација о регистрацији корисника између мобилног телефона и базе података Домаћег локационог регистра (HLR): база података која прати положај мобилног. Други примери укључују базе података Интелигентне мреже и Преносивост локалног броја.

## Начини сигнализације
Као што обезбеђава за сигнализацију разним степенима у вези са постављањем позива и опремом који се користе за ношење позива, SS7 је дизајниран да ради на два начина:
- Придружен начин
- Квази придружен начин

Када делује у придружен начин,  сигнализација иде од прекидача до прекидача кроз  следећи исти пут као придружена опрема који носи телефонски говор. Овај начин рада је више економичан за мале мреже. Придружен начин сигнализације није главни начина сигнализације у Северној Америци.
Када делује у квази-придружен начин,  сигнализација напредује од изворног комутатора до завршног комутатора следећу пут кроз посебну мрежу за SS7 сигнализацију састављена од транзитних сигналних тачака (STP). Овај начин је економичан за велике мреже са лако терећеним сигнализацијским спојевима. Квази-придружени начин сигнализације је главни избор начина сигнализације у Северној Америци.

## Физичка мрежа
сигнализација јасно дели сигнализацијске и гласовне коле. SS7 мрежа мора бити састављен од SS7 способне опреме од једног краја до другог како би се осигурао своју пуну функционалност. Мрежа је састављена од неколико типова линка (A, B, C, D, E, и F) и три сигнализацијских чвора - Комутациона тачка сервиса (SSP), Сигналиациона транзитна тачка (STP), Контролна тачка сервиса (SCP). Сваки чвор је идентификован на мрежи бројем, код тачке. Проширене услуге сз добављене интерфејсом бази података на нивоу SCP-а помоћу SS7 мреже.
Комукациона путања између чвора су двосмерне (енгл. full-duplex) 56, 64, 1.536, или 1.984 kbit/s класе комукационих канала. У Европи су обично један (64 kbit/s) или све (1,984 kbit/s) временске слотове (DS0-ове) у E1 опреми; у Северној Америци један (56 или 64 kbit/s) или све (1.536 kbit/s) временске слотове (DS0A-ове или DS0-ове) у T1 опреми. Један или више сигнализацијске везе могу бити повезани на исте две крајне тачке који заједно чине скуп сигнализацијских веза. Сигнализацијске везе су додани у скупу веза да повећају сигнализацијски капацитет у скупу.
У Европи, SS7 везе су обично директно повезане између комутационих централа помоћу F-линкова. Ова директна веза се зове придружена сигнализација. У Северној Америци, SS7 везе обично су индиректно повезани између комутацијским централа помоћу интервентне мреже -а.
Ова индиректна веза се зове квази-придружена сигнализација. Квази-придружена сигнализација смањује број SS7 веза потребно повезати све комутационе центре и -а са SS7 сигнализацијски у мрежи.
SS7 везе са вишим сигнализацијским капацитетом (1,536 и 1,984 Mbit/s, обично се обраћају као 1,5 Mbit/s и 2,0 Mbit/s брзине) се зову High Speed Links (HSL) насупрот везама ниске брзине (56 и 64 kbit/s). High Speed Links (HSL) су детаљно описане у  Препоруке Q.703 за 1,5 Mbit/s и 2,0 Mbit/s брзине, и ANSI Стандард T1.111.3 за 1,536 Mbit/s брзину. Постоје разлике између спецификације за 1.5 Mbit/s брзину.
High Speed Links користе цео пропусни опсег преносног канала T1 (1,536 Mbit/s) или E1 (1,984 Mbit/s) преносне опреме за превоз SS7 сигнализацијских порука.
SIGTRAN даје сигнализацију користећи SCTP везе преко Интернет протокола. Протоколи за SIGTRAN су M2PA, M2UA, M3UA и SUA.

## протоколи
стек протокол позамљује делимично од ОСИ модела пакетних дигиталних стек протокола. ОСИ слојеви 1 до 3 су обезбеђени са Делом за пренос порука (енгл. Message Transfer Part–MTP) и Контролним делом сигнализационе везе (енгл. Signalling Connection Control Part–SCCP) SS7 протокола, заједно се односе као Мрежни служни дио (енгл. Network Service Part–NSP); за сигнализацију везане за коло, као што је Телефонски кориснички дио (TUP) или ИСДН кориснички дио (ISUP), Кориснички дио снабдева слој 7. Тренутно нема протоколне компоненте које пружају ОСИ слојеве 4 до 6. Апликацијски дио преносних могућности (енгл. Transaction Capabilities Application Part–TCAP) је главни SCCP корисник у Основној мрежи (енгл. Core Network), користећи SCCP у неспојни начин сигнализације. SCCP у моду директне везе снабдева транспортни слој за ваздушне интерфејс протоколе као што су BSSAP и RANAP. TCAP даје примјенске могућности својим Корисницима (TC-Users), као што је Мобилни апликациони дио, Интелигентна мрежа апликациони дио и  апликациони дио.
 покрива део функција ОСИ мрежног слоја укључујући: мрежни интерфејс, пренос информација, руковање поруке и усмеравање према вишим нивоима.  је на функционалном Ниво 4. Заједно са MTP Ниво 3 се зове Мрежни служни дио (NSP). SCCP довршава функције, ОСИ мрежног слоја: крај-до-краја адресирање и усмеравање, неспојне поруке, и услуге за управљање за кориснике Мрежнег служног дела (NSP). Телефонски кориснички дио (TUP) је спој-до-споја систем сигнализације кориштен за повезивање позива.
 је кључни кориснички део, дајући протокол на основи кола да успоставити, одржава и искључи везе за позиве.  се користи за испитавање базу података и активирање напредне функционалност мреже, или стварање везе према Интелигентне мреже апликационог дела за интелигентне мреже, или Мобилног апликационог дела за мобилне услуге.